# Er du klogere end en tiårig?
Er du klogere end en tiårig? er et tv-program, hvor voksne personer skal besvare spørgsmål, der er baseret på skolepensum for en ca. tiårig, kategoriseret efter fag.
Tv-formatet er udviklet af den amerikanske tv-kanal FOX, hvor programmet første gang blev sendt den 27. februar 2007 under navnet Are You Smarter Than a 5th Grader?. Programmet opnåede hurtigt høje seertal, og blev efterfølgende produceret i en lang række lande, herunder i Danmark. 
Den danske udgave blev sendt på TV3. Den største gevinst i den danske version var kr. 1.000.000.
1. 1.000 kr
2. 2.000 kr
3. 5.000 kr
4. 10.000 kr
5. 25.000 kr
6. 50.000 kr
7. 100.000 kr
8. 175.000 kr
9. 300.000 kr
10. 500.000 kr
11. 1.000.000 kr

| Fjernsyn | Spire Denne artikel om et tv-program er en spire som bør udbygges. Du er velkommen til at hjælpe Wikipedia ved at udvide den. |